# Nneka

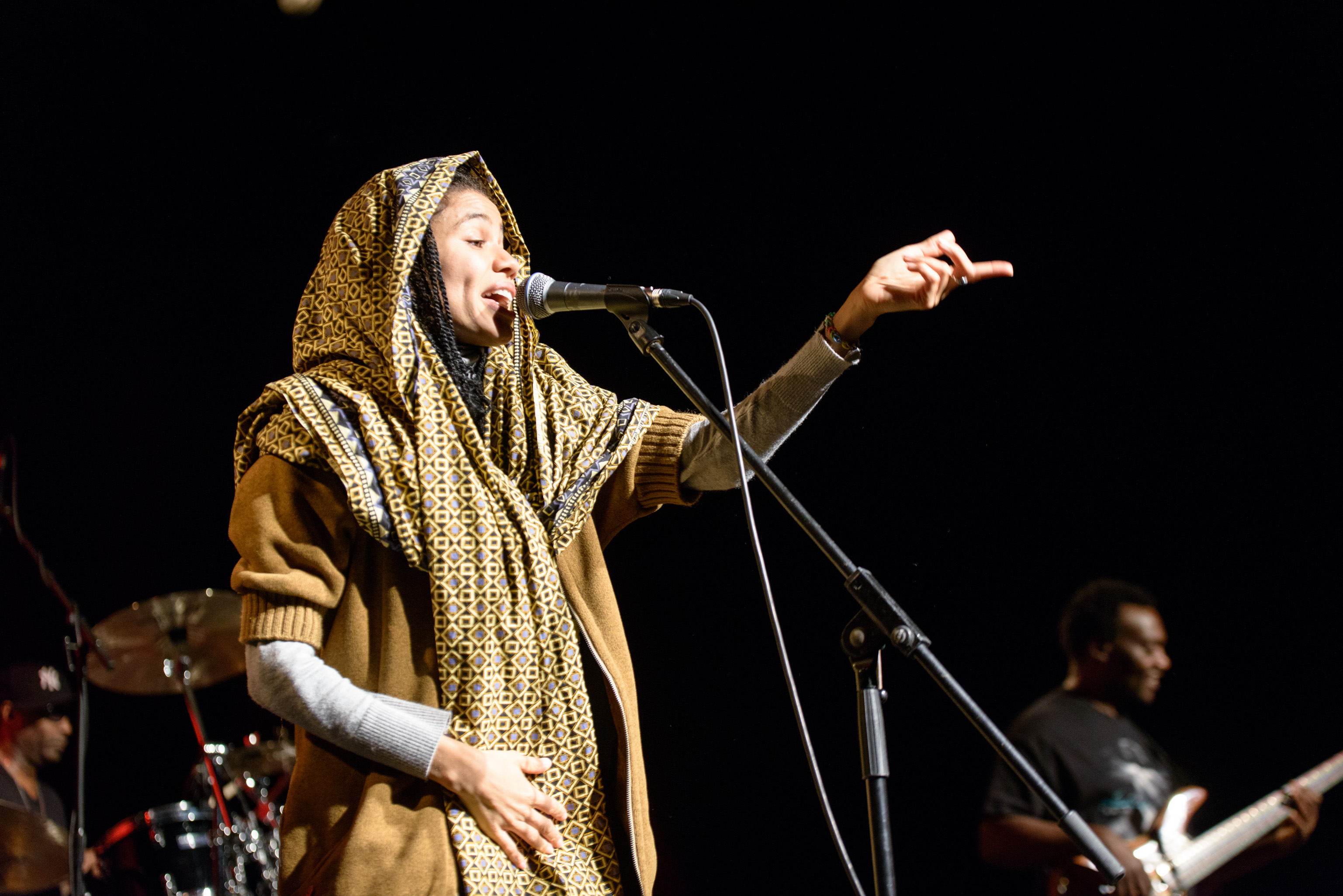
Nneka em concerto (Munique, 2015).

 Nneka Lucia Egbuna (Warri, 24 de dezembro de 1980) é uma cantora, compositora e atriz nigeriana. Ela canta em inglês, Igbo e pidgin nigeriano.

## Primeiros anos
Nneka nasceu e cresceu em Warri, no Estado do Delta, Nigéria, de mãe alemã e pai nigeriano. Em 1999, mudou-se para Hamburgo, Alemanha, a fim de estudar Antropologia, e começou a se apresentar na cena underground de dancehall para financiar sua graduação.

## Carreira

### 2004–2007: Início da carreira eVictim of Truth
Nneka ganhou a atenção do público pela primeira vez em 2004, quando fez a abertura do show do astro do dancehall reggae Sean Paul, no Hamburg Stadtpark. Dado o sucesso obtido, ela anunciou sua intenção de gravar seu primeiro álbum. Após lançar seu EP de estréia, The Uncomfortable Truth, Nneka realizou sua primeira turnê, em abril de 2005, percorrendo Alemanha, Áustria e Suíça. Em 2005, seu álbum de estréia, Victim of Truth, foi lançado em toda a Europa, na Nigéria e no Japão, obtendo boas críticas da mídia. Mais tarde, o crítico Mark Edwards, do Sunday Times descreveria Victim of Truth como  "o álbum mais criminosamente negligenciado do ano". Apesar de muito elogiado pela crítica, o disco não foi um sucesso comercial. Apesar disso, Nneka realizou uma bem-sucedida turnê, com Patrice Bart-Williams, seu colega de gravadora.  Durante a turnê, ela tocou no Chiemsee Reggae Summer,  (Bevrijdingsfestival), em Haarlem; no Park Pop, em Haia; no Art Rock Festival, em Saint-Brieuc, e em locais respeitados, tais como La Maroquinerie e New Morning, em Paris; Tivoli, em Utrecht; Paradiso, em Amsterdam, e Cargo e ULU, em Londres. Ela também apoiou artistas como o músico nigeriano Femi Kuti, o cantor americano Bilal, a banda alemã Seeed e o duo Gnarls Barkley.

### 2008-2011:No Longer at EaseeConcrete Jungle
Em fevereiro de 2008, Nneka lançou seu segundo álbum, No Longer at Ease.  O título do álbum é tirado do romance homônimo de Chinua Achebe e reflete o conteúdo lírico do disco. Muitas das canções são políticas, falando sobre a situação do Delta do Níger e a corrupção na terra natal de Nneka. No Longer at Ease combina o político e o pessoal em "uma vitoriosa mistura vencedora de soul, hip-hop e reggae". O single principal do disco, "Heartbeat", tornou-se a primeira música de Nneka a entrar na lista das Top 50, na Alemanha. Em setembro de 2009, a canção foi incluída  na UK Singles Chart, ficando na 20ª posição entre os 200 Top singles. "Heartbeat" foi remixada várias vezes, mais notadamente por Chase & Status, e foi "sampleada" por Rita Ora, para seu single "R.I.P.".
Nos meses seguintes, Nneka fez uma turnê pela França, Itália e Portugal, ao mesmo tempo em que apoiava Lenny Kravitz, em sua turnê pela França, em abril de 2009.
Nneka foi indicada em três categorias para o Channel O Music Video Awards de 2009, e foi premiada na categoria Best African Act do MOBO Awards de 2009. No final do mesmo ano, ela foi destacada pela  revista Beyond Race Magazine, entre os "50 Artistas Emergentes", aparecendo na edição nº 11 da publicação e numa entrevista exclusiva para o site da revista.
Em novembro de 2009, Nneka iniciou sua primeira turnê de concertos nos Estados Unidos, apresentando-se em Nova York, Vienna (Washington, D.C.), Boston, Filadélfia, Los Angeles e San Francisco. Além disso, foi uma convidada especial na sessão The Roots Jam. Seu primeiro lançamento nos Estados Unidos, Concrete Jungle, foi marcado para 2 de fevereiro de 2010, e o álbum ficou na posição nº 57 do Top R&B/Hip-Hop, e em 18º lugar na lista do Heatseekers Albums, na qual permaneceu por cinco semanas.
Sua faixa "Kangpe" também é apresentada como trilha sonora, no videogame da EA Sports, FIFA 10.
Em janeiro de 2010, Nneka apareceu no Late Show with David Letterman, em Nova York, antes de iniciar sua turnê nos EUA. Em junho do mesmo ano, ela ganhou o Museke Online Africa Music Award 2010, na categoria reggae, com sua canção "Africans".
Nneka fez uma turnê com Nas e Damian Marley para seu álbum Distant Relatives. Sua canção "Heartbeat" foi remixada, com Nas, e lançada pelo iTunes, em outubro.
Ainda em 2010, participou do Lilith Fair Concert, no qual artistas como Tegan & Sara, Sarah McLachlan, Kelly Clarkson, Jill Scott, Erykah Badu, Corinne Bailey Rae, Mary J. Blige e Rihanna também se apresentaram. Durante sua turnê americana para Concrete Jungle, ela também se apresentou em Washington, Raleigh e Charlotte. Nneka gravou a canção  "Viva África", para a Copa do Mundo FIFA 2010, na África do Sul, a primeira realizada em solo africano. Ainda em  2010, Nneka ganhou o prêmio de melhor artista nativa da Nigéria no Nigeria Entertainment Awards (NEA), realizado em Nova York.  Desde então, ela ganhou várias vezes o prêmio NEA de melhor artista internacional. Atuou, ao lado de Jimmy Jean-Louis e outros, no filme Relentless, drama nigeriano co-produzido e dirigido por Andy Amadi Okoroafor, lançado em outubro de 2010, no BFI London Film Festival.
Em 2011, Nneka se apresentou, ao lado de Ziggy Marley, com a canção "Express Yourself", produzida para o filme Beat the World.

## Discografia

### Albums
- 2005: Victim of Truth
- 2008: No Longer at Ease[19]
- 2010: Concrete Jungle
- 2012: Soul Is Heavy[20]
- 2015: My Fairy Tales
- 2022: Love Supreme

### Compilações
- 2009: To and Fro (Boxset de 3-CD )
- 2009: The Madness (Onye-Ala) (com J.Period)

### EPs
- 2005: The Uncomfortable Truth
- 2010: Heartbeat EP (apresentando Nas)
- 2022: About Guilt

### Singles
- 2005: The Uncomfortable Truth
- 2006: Beautiful
- 2006: God of Mercy
- 2007: Africans
- 2008: "Heartbeat"[21]
- 2008: "Walking"
- 2009: "Kangpe"
- 2012: "Shining Star"
- 2012: "Soul is Heavy"
- 2012: "My Home"
- 2013: "Shining"
- 2021: "Love Supreme"
- 2021: "Tea?"
- 2021: "Yahweh"
- 2021: "This Life"
- 2021: "With You"
- 2021: "Maya"

### Trilha sonora
- 2011: Beat the World", de Robert Adetuyi

## Filmografia
- Lake of Fire (2004)
- Offside (2005)
- Relentless (2010)
- Drexciya (2012)
- Fifty (2015)